# Martín José Giménez
Martín José Giménez (n. Zárate, Buenos Aires, Argentina; 17 de agosto de 1991) es un futbolista argentino que se desempeña como delantero. Su club actual es Defensores Unidos, equipo de la Primera Nacional. Es conocido como "El Matador" "La Fuga".

## Trayectoria
Debutó en Arsenal de Sarandí en la temporada 2016/2017. Luego jugó en Unión San Felipe de Chile, Sol de América de Paraguay, Defensores Unidos de Zárate en la B Metropolitana, Sportivo San Lorenzo de Paraguay, Almirante Brown en la B Nacional y Defensores Unidos de Zárate en la B Metropolitana, donde salió campeón y consiguió el ascenso a la B Nacional, donde se desempaña actualmente.

## Estadísticas

### Clubes
- Actualizado hasta el 9 de agosto de 2025.

| Defensores Unidos Argentina | 4.ª                 | 2012-13             | ?    | 1  | 2 | 0 | - | - | +3   | 1  | ?    |
| Defensores Unidos Argentina | 4.ª                 | 2013-14             | ?    | 7  | 2 | 0 | - | - | +9   | 7  | ?    |
| Defensores Unidos Argentina | 4.ª                 | 2014                | 17   | 5  | 1 | 0 | - | - | 18   | 5  | 0.28 |
| Defensores Unidos Argentina | 4.ª                 | 2015                | 14   | 7  | - | - | - | - | 14   | 7  | 0.5  |
| Defensores Unidos Argentina | 4.ª                 | 2016                | 14   | 4  | - | - | - | - | 14   | 4  | 0.29 |
| Defensores Unidos Argentina | 3.ª                 | 2019-20             | 5    | 0  | - | - | - | - | 5    | 0  | 0    |
| Defensores Unidos Argentina | 3.ª                 | 2022                | 32   | 6  | - | - | - | - | 32   | 6  | 0.19 |
| Defensores Unidos Argentina | 2.ª                 | 2023                | 18   | 8  | 0 | 0 | - | - | 18   | 8  | 0.44 |
| Defensores Unidos Argentina | 2.ª                 | 2024                | 14   | 6  | - | - | - | - | 14   | 6  | 0.43 |
| Defensores Unidos Argentina | 2.ª                 | 2025                | 10   | 1  | - | - | - | - | 10   | 1  | 0.1  |
| Defensores Unidos Argentina | Total club          | Total club          | +124 | 45 | 5 | 0 | - | - | +129 | 45 | ?    |
| Unión San Felipe · Chile | 2.ª                 | 2015-16             | 0    | 0  | 1 | 1 | - | - | 1    | 1  | 1    |
| Unión San Felipe · Chile | 2.ª                 | 2016-17             | 2    | 0  | 0 | 0 | - | - | 2    | 0  | 0    |
| Unión San Felipe · Chile | Total club          | Total club          | 2    | 0  | 1 | 1 | - | - | 3    | 1  | 0.33 |
| Arsenal Argentina | 1.ª                 | 2016-17             | 10   | 1  | 1 | 0 | - | - | 11   | 1  | 0.09 |
| Arsenal Argentina | Total club          | Total club          | 10   | 1  | 1 | 0 | - | - | 11   | 1  | 0.09 |
| Sol de América Paraguay | 1.ª                 | A-2017              | 19   | 6  | - | - | 2 | 3 | 21   | 9  | 0.43 |
| Sol de América Paraguay | 1.ª                 | C-2017              | 11   | 2  | - | - | 2 | 0 | 13   | 2  | 0.15 |
| Sol de América Paraguay | 1.ª                 | A-2018              | 12   | 2  | 0 | 0 | 2 | 0 | 14   | 2  | 0.14 |
| Sol de América Paraguay | 1.ª                 | C-2018              | 6    | 1  | 0 | 0 | 2 | 0 | 8    | 1  | 0.13 |
| Sol de América Paraguay | 1.ª                 | A-2019              | 8    | 1  | 0 | 0 | 1 | 0 | 9    | 1  | 0.11 |
| Sol de América Paraguay | Total club          | Total club          | 56   | 12 | 0 | 0 | 9 | 3 | 65   | 15 | 0.23 |
| San Lorenzo Paraguay | 1.ª                 | C-2020              | 5    | 0  | - | - | - | - | 5    | 0  | 0    |
| San Lorenzo Paraguay | Total club          | Total club          | 5    | 0  | - | - | - | - | 5    | 0  | 0    |
| Almirante Brown Argentina | 2.ª                 | 2021                | 5    | 0  | 1 | 0 | - | - | 6    | 0  | 0    |
| Almirante Brown Argentina | Total club          | Total club          | 5    | 0  | 1 | 0 | - | - | 6    | 0  | 0    |
| Deportivo Capiatá Paraguay | 2.ª                 | 2021                | 8    | 4  | 0 | 0 | - | - | 8    | 4  | 0.5  |
| Deportivo Capiatá Paraguay | Total club          | Total club          | 8    | 4  | 0 | 0 | - | - | 8    | 4  | 0.5  |
| Quilmes Argentina | 2.ª                 | 2023                | 13   | 2  | - | - | - | - | 13   | 2  | 0.15 |
| Quilmes Argentina | 2.ª                 | 2024                | 11   | 3  | 1 | 0 | - | - | 12   | 3  | 0.25 |
| Quilmes Argentina | Total club          | Total club          | 24   | 5  | 1 | 0 | - | - | 25   | 5  | 0.2  |
| Total en su carrera | Total en su carrera | Total en su carrera | +234 | 67 | 9 | 1 | 9 | 3 | +251 | 71 | ?    |
| (1) Las copas nacionales se refiere a la Copa Argentina, a la Copa Chile y a la Copa Paraguay. (2) Las copas internacionales se refiere a la Copa Libertadores y a la Copa Sudamericana. (3) Media de goles por encuentro. No incluye goles en partidos amistosos. |                     |                     |      |    |   |   |   |   |      |    |      |